# Kymella polaris
Kymella polaris is een mosdiertjessoort uit de familie van de Buffonellidae. De wetenschappelijke naam van de soort is, als Cyclicopora polaris, voor het eerst geldig gepubliceerd in 1904 door Waters.